# Samuel Umtiti
Samuel Umtiti (Yaoundé, 1993. november 14. –) kameruni születésű világbajnok francia válogatott labdarúgó, a Lille játékosa.

## Pályafutása

### Klubcsapatokban

#### A kezdetek
Samuel Umtiti, születési nevén Samuel Yves Um Titi 1993-ban látta meg a napvilágot Kamerun fővárosában, Youndéban. Kétéves korában családjával a franciaországi Villeurbanne-ba költözött, majd a helyi Menival futballklubnál kezdte meg labdarúgó karrierjét, majd a Lyon igazolt játékosa lett.

#### Lyon
2011. augusztus 16-án került be a felnőtt Lyon keretébe a 3–1-es véget érő Bajnokok Ligája rájátszásának első mérkőzésén, a Rubin Kazany ellen, viszont ő nem lépett pályára. 2012. január 8-án debütált ténylegesen a csapat színeiben és végigjátszotta a helyi rivális, Lyon-Duchère elleni 3–1-es győzelmes meccset a francia kupában. Hat nappal később mutatkozott be a Ligue 1-ben a Montpellier elleni idegenbeli 1–0-s vereség alkalmával. Umtiti debütáló szezonjában összesen 18 alkalommal lépett pályára, mindent figyelembe véve.
A 2012–2013-as szezonban rendszeresebb kezdője lett a Lyon első csapatának. 2013. január 12-én a Troyes ellen 2–1-re megnyert idegenbeli összecsapáson megszerezte pályafutása első profi gólját. A szezonban összesen 32 meccsen játszott, melyeken két gólt szerzett. Egészen 2016-ig volt tagja az egyesületnek, melynek mezében kereken 170 alkalommal lépett pályára.

#### Barcelona
2016. június 30-án, 25 millió eurós díj ellenében a La Ligában szereplő FC Barcelonához szerződött. Augusztus 17-én volt rajta először a gránátvörös-kék mez a 2016-os spanyol szuperkupa visszavágóján a Sevillával szemben, ahol diadalmaskodtak 3–0-ra és ezzel megszerezték a trófeát, 5–0 összesítésben. Szeptemberben a csapat egyik edzésén térdsérülést szenvedett, amely miatt kihagyni kényszerült az Atlético Madrid elleni rangadót. Első gólját 2017. március 4-én szerezte a Celta Vigo ellen, hozzásegítve a Barcát az 5–0-ra megnyert meccshez a Camp Nouban. Fontos szerepe volt a 2016–2017-es BL-szezon nyolcaddöntőjének visszavágóján a Paris Saint-Germain ellen. Középső védőként kezdett Gerard Piqué és Javier Mascherano mellett. Védőmunkájának köszönhetően is a Barcelona 6–1-re győzött és továbbjutott, mellyel a legrangosabb európai focikupa legnagyobb visszatérését produkálták, mivel az első találkozón 4–0-ra kaptak ki. Az évad végén megnyerték a Királykupát, emellett Umtiti stabil kezdővé vállt.
A következő kiírásban, Ernesto Valverde vezetőedző állandóan számított rá. December 2-án jobb combizom sérülése lett, ami miatt 8 hetet kellett kihagynia. Győztes gólt lőtt a Valencia elleni 2–1-es diadalon április 14-én. Egy héttel később ott volt a kupadöntőben a Metropolitano Stadionban és segítette a klubot a Sevilla ellen aratott 5–0-s diadalban. Összesen 40 találkozón lépett pályára, egy találatot jegyezve.
2018. június 3-án újabb 5 évvel meghosszabbította szerződését. A kivásárlási záradékot ezt követően 500 millió euróban határozták meg. A 2018-as szuperkupán csak cser volt Piqué és honfitársa, Clément Lenglet mögött. A Barcelona 2–1-re nyert, így Umtiti ötödik trófeáját ünnepelhette a csapat játékosaként. 2023. június 30-án közös megegyezéssel felbontotta a klubbal a szerződését.
2018-ban viszonylag súlyos térdsérülést szenvedett, melyet műteni kellett volna, viszont inkább a konzervatív kezelés mellett döntött, főleg a közeledő világbajnokság miatt. Ennek következtében is az elkövetkezendő időszakban romlott a teljesítménye és állandóan sérülések hátráltatták.
2020 augusztusában, amikor nagyjából felépült, pozitív koronavírus-tesztet produkált.

#### Lecce (kölcsönben)
2022. augusztus 25-én a Barcelona bejelentette, hogy Umtiti az olasz Serie A-ba feljutó US Leccéhez kerül kölcsönbe 2023. június 30-ig, vételi opció nélkül. Október 9-én az AS Roma ellen mutatkozott be a 2–1-re elvesztett találkozón.

#### Lille
2023. július 21-én két évre aláírt a francia Lille csapatához.

### A válogatottban

#### Utánpótlás
Umtiti végig francia utánpótlás válogatott volt, egészen a U17-es csapattól kezdve. 2013-ban tagja volt az U20-as világbajnokságot nyerő keretnek. Az Uruguay elleni döntőben nem volt ott, hiszen a Ghána elleni elődöntőben piros lapot kapott és kiállították.

#### Felnőtt
Umtiti, mivel Kamerunban született, az ország labdarúgó-szövetsége sikertelenül megpróbálta meggyőzni, hogy felnőttként őket képviselje. Didier Deschamps szövetségi kapitány beválasztotta a 2016-os Európa-bajnokságra, miután honfitársa, Jérémy Mathieu megsérült. A negyeddöntőben debütált július 3-án Izland ellen csereként, ezzel ő lett az első játékos Gabriel De Michèle 1966-os vb-szereplése óta, aki az első válogatott fellépésen győzni tudott, mivel hazája 5–2-re győzött a rivális ellen. Július 10-én a torna döntőjében kezdett, de Franciaország 1–0-ra kikapott a győztes Portugáliától. A mérkőzésen körülbelül 77 alkalommal sikeresen passzolt, amely e tekintetben az egyik legtöbb volt a tornán.
2017. június 13-án megszerezte első nemzeti találatát egy Anglia elleni barátságos találkozón Párizsban.
2018. május 17-én meghívott kapott a 2018-as oroszországi világbajnokságra utazó keretbe. Július 10-én a belgák elleni elődöntőben ő szerezte a meccs egyetlen gólját egy szöglet utáni fejesből. Július 15-én kezdett a Horvátország ellen végül 4–2-re megnyert döntőben.

## Statisztika

### Klubcsapatokban
Utoljára frissítve: 2022. november 4.
| Klub               | Szezon           | Bajnokság | Bajnokság | Kupa  | Kupa  | Ligakupa | Ligakupa | Nemzetközi | Nemzetközi | Egyéb | Egyéb | Összesen | Összesen |
| Klub               | Szezon           | Mérk.     | Gólok     | Mérk. | Gólok | Mérk.    | Gólok    | Mérk.      | Gólok      | Mérk. | Gólok | Mérk.    | Gólok    |
| ------------------ | ---------------- | --------- | --------- | ----- | ----- | -------- | -------- | ---------- | ---------- | ----- | ----- | -------- | -------- |
| Lyon B             | 2010–11          | 13        | 0         | —     | —     | —        | —        | —          | —          | —     | —     | 13       | 0        |
| Lyon B             | 2011–12          | 6         | 0         | —     | —     | —        | —        | —          | —          | —     | —     | 6        | 0        |
| Lyon B             | 2012–13          | 2         | 0         | —     | —     | —        | —        | —          | —          | —     | —     | 2        | 0        |
| Lyon B             | Összesen         | 21        | 0         | —     | —     | —        | —        | —          | —          | —     | —     | 21       | 0        |
| Lyon               | 2011–12          | 12        | 0         | 3     | 0     | 3        | 0        | 0          | 0          | —     | —     | 18       | 0        |
| Lyon               | 2012–13          | 26        | 1         | 0     | 0     | 0        | 0        | 6          | 1          | 0     | 0     | 32       | 2        |
| Lyon               | 2013–14          | 28        | 0         | 1     | 0     | 3        | 0        | 10         | 0          | —     | —     | 42       | 0        |
| Lyon               | 2014–15          | 35        | 1         | 2     | 0     | 1        | 0        | 2          | 1          | —     | —     | 40       | 2        |
| Lyon               | 2015–16          | 30        | 1         | 2     | 0     | 1        | 0        | 4          | 0          | 1     | 0     | 38       | 1        |
| Lyon               | Összesen         | 131       | 3         | 8     | 0     | 8        | 0        | 22         | 2          | 1     | 0     | 170      | 5        |
| Barcelona          | 2016–17          | 25        | 1         | 9     | 0     | —        | —        | 8          | 0          | 1     | 0     | 43       | 1        |
| Barcelona          | 2017–18          | 25        | 1         | 4     | 0     | —        | —        | 9          | 0          | 2     | 0     | 40       | 1        |
| Barcelona          | 2018–19          | 14        | 0         | 0     | 0     | —        | —        | 1          | 0          | 0     | 0     | 15       | 0        |
| Barcelona          | 2019–20          | 13        | 0         | 1     | 0     | —        | —        | 3          | 0          | 1     | 0     | 18       | 0        |
| Barcelona          | 2020–21          | 13        | 0         | 2     | 0     | —        | —        | 1          | 0          | 0     | 0     | 16       | 0        |
| Barcelona          | 2021–22          | 1         | 0         | 0     | 0     | —        | —        | 0          | 0          | 0     | 0     | 1        | 0        |
| Barcelona          | Összesen         | 91        | 2         | 16    | 0     | —        | —        | 22         | 0          | 4     | 0     | 113      | 2        |
| Lecce (kölcsönben) | 2022–23          | 25        | 0         | —     | —     | —        | —        | —          | —          | —     | —     | 25       | 0        |
| Lecce (kölcsönben) | Összesen         | 25        | 0         | 0     | 0     | —        | —        | —          | —          | —     | —     | 25       | 0        |
| Lille OSC          | 2023-24          | 6         | 0         | 1     | 0     | —        | —        | 6          | 0          | —     | —     | 13       | 0        |
| Lille OSC          | Összesen         | 6         | 0         | 1     | 0     | —        | —        | 6          | 0          | —     | —     | 13       | 0        |
| Karrier összesen   | Karrier összesen | 274       | 5         | 25    | 0     | 8        | 0        | 50         | 2          | 5     | 0     | 362      | 7        |

### A válogatottban
Utoljára frissítve: 2019. június 8.
| Nemzet        | Év       | Mérkőzés | Gólok |
| ------------- | -------- | -------- | ----- |
| Franciaország | 2016     | 4        | 0     |
| Franciaország | 2017     | 10       | 1     |
| Franciaország | 2018     | 13       | 2     |
| Franciaország | 2019     | 4        | 1     |
| Összesen      | Összesen | 31       | 4     |

## Sikerei, díjai

### Klubcsapatokban
- Lyon
  - Francia kupa: 2011–12
  - Francia szuperkupa: 2012
- Barcelona
  - Spanyol bajnok: 2017–18, 2018–19
  - Spanyol kupa: 2016–17, 2017–18, 2020–21
  - Spanyol szuperkupa: 2016, 2018

### A válogatottban
- Francia U20:
  - U20-as labdarúgó-világbajnokság: 2013
- Francia:
  - Európa-bajnokság döntős: 2016
  - Világbajnokság győztes: 2018